# Platypalpus pulicarius
Platypalpus pulicarius är en tvåvingeart som först beskrevs av Johann Wilhelm Meigen 1830.  Platypalpus pulicarius ingår i släktet Platypalpus och familjen puckeldansflugor. Arten är reproducerande i Sverige. Inga underarter finns listade i Catalogue of Life.